# Chonco
Le Chonco, en espagnol Volcán El Chonco, est un volcan du Nicaragua qui forme un complexe volcanique avec le San Cristóbal, le Casita, le Moyotepe et la Pelona. Il se présente sous la forme d'un stratovolcan qui s'élève à 1 105 mètres d'altitude.

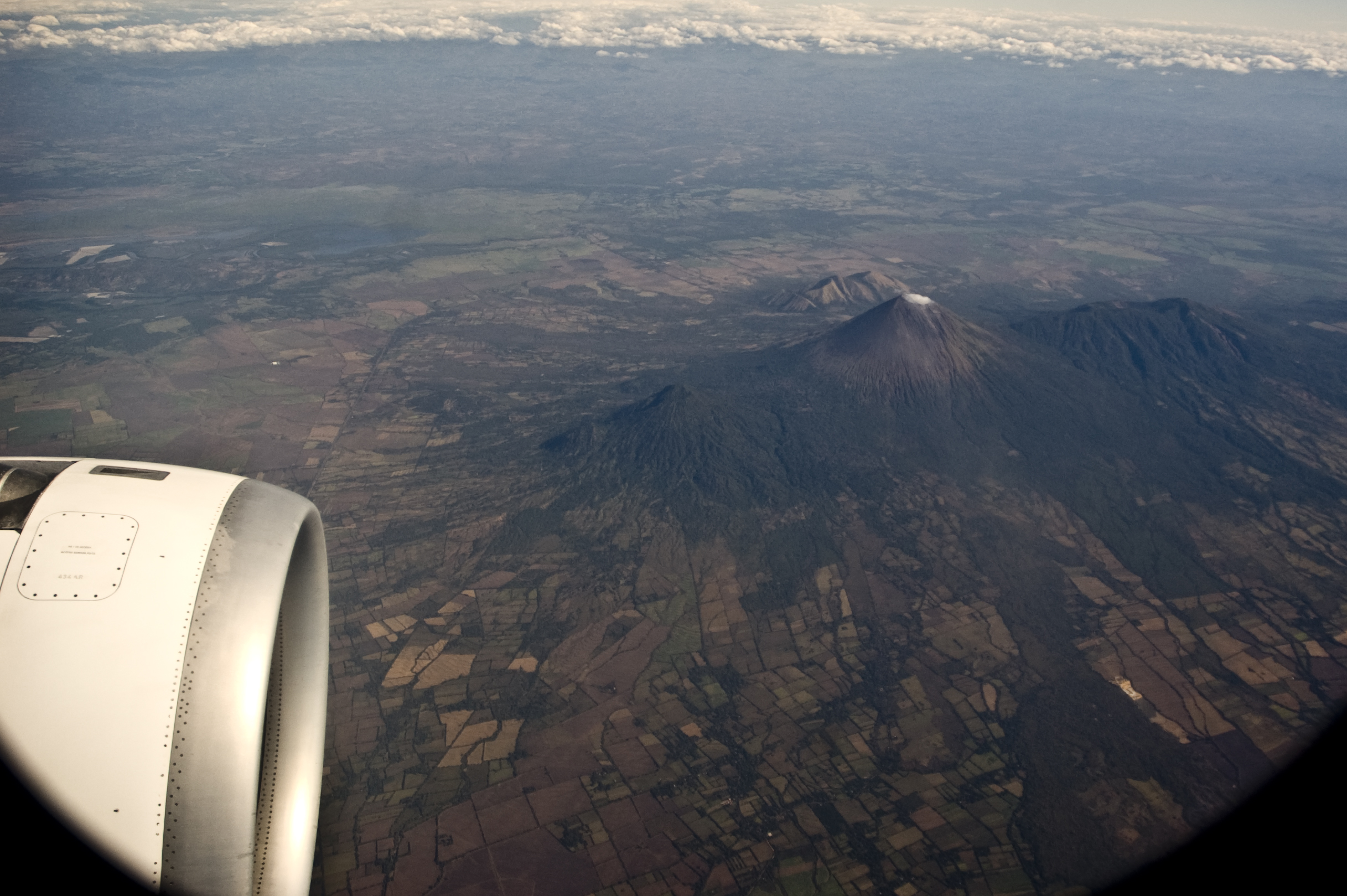
Vue aérienne du San Cristóbal au sommet marqué par un nuage avec le Chonco à ses pieds à gauche.